# Thomas Hacker

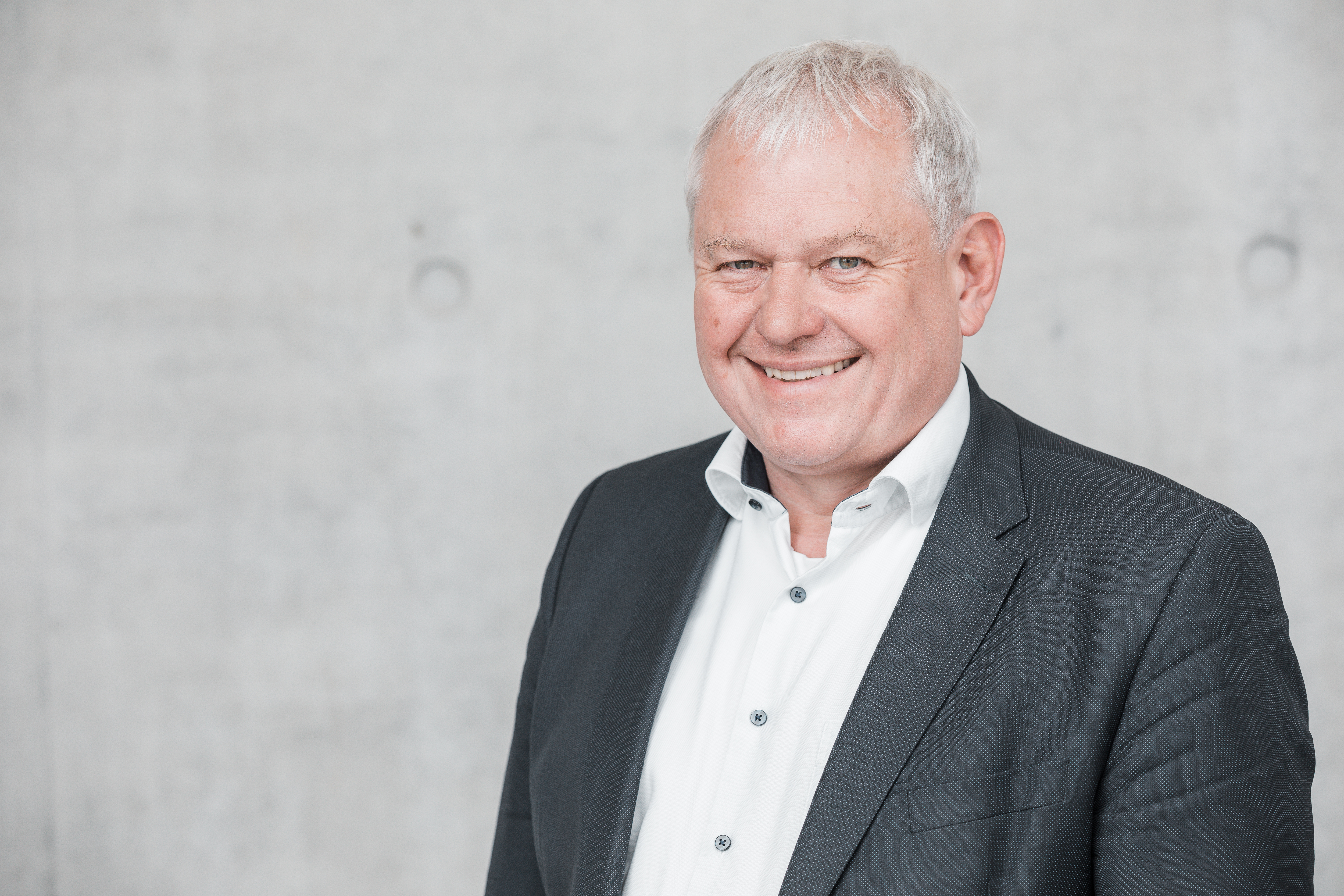
Thomas Hacker, 2020

Thomas Hacker (* 9. Oktober 1967 in Bayreuth) ist ein deutscher Politiker (FDP) und Diplom-Kaufmann. Von 2008 bis 2013 war er Mitglied des Bayerischen Landtags und dort Vorsitzender der FDP-Landtagsfraktion. Von 2017 bis 2025 war er Mitglied des Deutschen Bundestages.

## Leben
Nach Abitur und Wehrdienst absolvierte Hacker einer Ausbildung zum Bankkaufmann und studierte anschließend Betriebswirtschaftslehre mit den Schwerpunkten betriebswirtschaftliche Steuerlehre sowie Finanzwirtschaft und Bankbetriebslehre an der Universität Bayreuth. Von 2002 bis 2016 war er Sozietätspartner einer Wirtschaftsprüfungs- und Steuerberatungskanzlei mit Sitz in Kulmbach und Niederlassungen in Bayreuth, Bamberg, Hof, Plauen, Kemnath und Weiden in der Oberpfalz.
Seit 1996 ist Thomas Hacker Gründungsmitglied beim Treff e. V. Verein für Kinder und Jugendbetreuung Bayreuth-Altstadt und langjähriger Schatzmeister. Thomas Hacker ist Kirchenvorsteher der Erlöserkirche Bayreuth und Mitglied der Synode des Dekanatsbezirks Bayreuth in der Evangelisch-Lutherischen Kirche in Bayern. Dort war er von 2008 bis 2014 im Dekanatsausschuss. Des Weiteren war von 2000 bis 2019 Vorsitzender des 1. FC Bayreuth von 1910 e. V. Hacker ist außerdem Mitglied der überparteilichen Europa-Union Deutschland, die sich für ein föderales Europa und den europäischen Einigungsprozess einsetzt. Er war Vorstandsmitglied der 20. Parlamentariergruppe der Europa-Union Deutschland, des Weiteren ist er stellvertretender Vorsitzender des Kreisverbandes Bayreuth.

## Politik
Seit 1995 ist Hacker Mitglied der FDP.

### Kommunalpolitik
Von 1997 bis 2009 war er Vorsitzender des FDP-Kreisverbandes Bayreuth. Von 1998 bis 2006 war er Schatzmeister des FDP-Bezirksverbandes Oberfranken. Vom 18. September 2006 bis 16. November 2016 war er Vorsitzender dieses Bezirksverbandes.
Seit der bayerischen Kommunalwahl im März 2008 ist Hacker Mitglied des Stadtrates seiner Heimatstadt Bayreuth und war dort stellvertretender Fraktionsvorsitzender der Fraktionsgemeinschaft Junges Bayreuth/FDP. 2014 wurde er erneut in den Stadtrat gewählt und amtiert dort seither als Fraktionsvorsitzender der Fraktion FDP/Die Unabhängigen.
Im Jahr 2018 wurde durch einen Pressebericht bekannt, dass sich Hacker im Jahr 2016 als Schatzmeister der FDP Oberfranken bei Mietzahlungen der FDP-Bezirksgeschäftsstelle der Untreue in fünf Fällen schuldig gemacht hat. In diesem Rahmen akzeptierte er am 4. Oktober 2017 eine Geldstrafe des Amtsgerichts Bayreuth.
2020 war Hacker FDP-Kandidat zur Oberbürgermeisterwahl in Bayreuth, konnte sich mit einem Stimmenanteil von 4,30 % jedoch nicht durchsetzen. Seit Mai 2020 ist Thomas Hacker Vorsitzender der Fraktion FDP/DU/FL im Bayreuther Stadtrat. Im Mai 2022 teilte Hacker mit, dass er das Amt als Vorsitzender des Rechnungsprüfungsausschusses im Rathaus vorerst ruhen lässt, nachdem der Deutsche Bundestag am 28. April 2022 die zur Durchführung eines Strafverfahrens die für Bundestagsabgeordnete geltende Immunität aufgehoben hat. Die Staatsanwaltschaft Hof hatte Ermittlungen wegen Steuerhinterziehung eingeleitet. Der examinierte Steuerberater Hacker erklärte, dass er Steuererklärungen zu spät eingereicht habe. Am 8. Juni 2022 gab Hacker seinen Rücktritt als Stadtrat in Bayreuth zum 30. Juni 2022 bekannt. Als Grund gab er an, dass ihm im Bundestag weitere Aufgaben übertragen worden seien, die er nicht ohne erheblichen Zeitaufwand bewältigen könne.

### Landespolitik
Thomas Hacker zog 2008 über die Wahlkreisliste Oberfranken in den Bayerischen Landtag ein. Er wurde dort zum Rechnungsprüfer seiner Fraktion gewählt. Bei der gemeinsamen Sitzung von FDP-Landesvorstand Bayern und der FDP-Landtagsfraktion Bayern am 27. Oktober 2008 wurde er als Nachfolger von Martin Zeil (der Bayerischer Staatsminister für Wirtschaft, Infrastruktur, Verkehr und Technologie sowie stellvertretender Ministerpräsident wurde) im Amt des Fraktionsvorsitzenden nominiert.
Am 31. Oktober wählte ihn die FDP-Fraktion einstimmig in dieses Amt. Als Fraktionsvorsitzender der FDP im Bayerischen Landtag war er Mitglied im Ältestenrat sowie im Koalitionsausschuss von CSU und FDP.
Am 28. September 2012 wurde er zum Sprecher der FDP-Fraktionsvorsitzendenkonferenz (FVK) gewählt.
Von April 2011 bis November 2013 war Hacker zudem stellvertretender Landesvorsitzender der FDP Bayern. Beim Bundesparteitag der FDP in Rostock vom 13. bis 15. Mai 2011 wählten ihn die Delegierten als Beisitzer in den neuen FDP-Bundesvorstand. Seit Dezember 2013 ist Hacker im Amt des Präsidenten der FDP-nahen Thomas-Dehler-Stiftung.
Im Oktober 2013 schied er aus dem Landtag aus, da die FDP bei der Landtagswahl an der Fünf-Prozent-Hürde scheiterte. Nach dem darauf folgenden Rücktritt der FDP-Landesvorsitzenden Sabine Leutheusser-Schnarrenberger kandidierte Hacker für dieses Amt, verlor am 23. November 2013 aber überraschend mit 157 zu 205 Stimmen gegen Albert Duin.

### Bundespolitik
Für die Bundestagswahl 2017 kandidierte Hacker als FDP-Kandidat im Wahlkreis Bayreuth und zog über Platz 10 der Landesliste der FDP Bayern in den 19. Deutschen Bundestag ein. Dort war er Mitglied im Ausschuss für die Angelegenheiten der Europäischen Union und Obmann im Ausschuss für Kultur und Medien. Im letzteren war er medienpolitischer Sprecher der Fraktion. Seine Fraktion vertrat er im Beirat der Stasi-Unterlagenbehörde.
Im April 2021 meldete Hacker bei der Bundestagsverwaltung Nebeneinkünfte verspätet nach. Es handelte sich um Beratungshonorare von mindestens 26.500 € in den Jahren 2019 und 2020 von einem Hotel- und Gastronomiebetrieb und einer Steuerberatungsgesellschaft sowie um Einnahmen aus seiner Stadtratstätigkeit in den Jahren 2018, 2019 und 2020 in Höhe von jeweils mindestens 15.000 €. Nach den gesetzlichen Vorgaben müssen Einnahmen aus Nebentätigkeiten innerhalb von drei Monaten nach Zahlungseingang gemeldet werden. Das Amtsgericht Hof verurteilte ihn 2022 per Strafbefehl zu einem Jahr Gesamtfreiheitsstrafe auf Bewährung.
Mit dem erfolgreichen Abschneiden der FDP bei der Bundestagswahl 2021 konnte auch Thomas Hacker erneut in den Bundestag einziehen, obwohl er in der Wahl zum oberfränkischen Spitzenkandidaten zwei Mitbewerbern vorerst unterlag, aber bei der Aufstellung der Landesliste von den bayerischen Delegierten wieder nach vorne gewählt wurde.

## Auszeichnungen
- 2014: Bayerische Verfassungsmedaille in Silber
- 2018: Bayreuth-Medaille in Silber

## Mitgliedschaften
- Kirchenvorstand der Evangelisch-Lutherischen Kirchengemeinde Bayreuth-Altstadt
- Dekanat Bayreuth-Bad Berneck
- Treff e. V. Verein für Kinder und Jugendbetreuung Bayreuth-Altstadt
- Europa-Union Deutschland
- 1. FC Bayreuth von 1910 e. V.
- VdK
- Ehrenmitglied der Jungen Liberalen Bayreuth
- BSC Bayreuth Saas
- Freundeskreis Studiobühne Bayreuth
- Freie Demokratische Partei
- Verwaltungsratsmitglied Studentenwerk Oberfranken
- Stellvertretender Verwaltungsratsvorsitzender der GEWOG[18]
- Mitglied des Kuratoriums der Stiftung Denkmal für die ermordeten Juden Europas[19]